# Izganjalec hudiča (film)
Izganjalec hudiča (izviren angleški naslov: The Exorcist) je ameriška nadnaravna grozljivka iz leta 1973, delo režiserja Williama Petra Blattya. Film je posnet po istoimenskem romanu iz leta 1971, v njem pa igrajo Ellen Burstyn, Linda Blair, Max von Sydow in Jason Miller. Film je del franšize Izganjalec hudiča (The Exorcist). Knjiga govori o izganjanju hudiča iz leta 1949, ko mama dečka Rolanda Doa na pomoč pokliče dva duhovnika, da bi ji pomagala osvoboditi njenega 12-letnega sina. Film je bil tako kot knjiga, ki se je uvrstila med uspešnice New York Timesa, velik uspeh. Produkcija filma je bila težavna, saj sta ga že na začetku zavrnila slavna režiserja Stanley Kubrick in Arthur Penn. Zaradi manjših incidentov, kot je bil tisti, ko je otroka enega izmed igralcev povozil motor, so se pojavile tudi govorice, da je prizorišče snemanja zakleto. Izzive so ustvarjalcem povzročali tudi posebni učinki.
Izganjalca hudiča je v kinematografe izdala distribucija Warner Bros. 26. decembra 1973. Čeprav je film na začetku predvajalo le 26 kinematografov, je kmalu postal velika uspešnica. Prislužil si je deset nominacij za oskarja in dobil nagrado za najboljši zvok ter za najboljši scenarij. Z zaslužkom več kot 441 milijonov USD je postal eden najdobičkonosnejših filmov vseh časov in prva grozljivka, ki je bila nominirana za oskarja za najboljši film.
Še vedno velja za eno najboljših grozljivk vseh časov. Za najboljšo grozljivko ga je med drugim leta 1999 imenovala revija Entertainment Weekly, leta 2010 spletna stran Movies.com, leta 2006 gledalci televizijskega programa AMC in leta 2014 revija Time Out. Enega izmed prizorov v filmu je spletna stran Bravo postavila na tretje mesto lestvice »100 najstrašnejših filmskih prizorov«. Leta 2010 je Kongresna knjižnica Izganjalca hudiča uvrstila v Narodni filmski register zaradi »posebnega kulturnega ali zgodovinskega pomena«. 22. januarja 2016 je 20th Century Fox Television napovedal televizijsko serijo Izganjalec hudiča. Premierno je bila predvajana 23. septembra 2016.

## Vsebina
Lankester Merrin je izkušen katoliški duhovnik in izganjalec hudiča, ki je na arheološki misiji v Iraku. Tam najde amulet, ki predstavlja demona Pazuzuja, s katerim se je že srečal. Merrin takrat ugotovi, da se je demon vrnil, da bi se maščeval.
Medtem v Georgetownu živi igralka Chris MacNeil skupaj s svojo 12-letno hčerko Regan, kjer Chris snema film, v režiji njenega prijatelja Burkea Denningsa. Po igranju z ouijo Regan naveže stik z namišljenim prijateljem Kapitanom Howdyem. Takrat se začne čudno vesti, spuščati čudne zvoke, krasti, grdo govoriti in izkazovati nenormalno moč. Chris nekega večera gosti zabavo v hiši in Regan enemu izmed njenih gostov, ki je astronavt, reče »umrl boš tam zgoraj«, nato pa urinira na tla. Reganina postelja se na njeno in mamino grozo začne prav tako neverjetno tresti. Chris najame veliko zdravnikov, vendar dr. Klein in njegovi sodelavci pri Regan ne najdejo nobene zdravstvene težave.
Neko noč se Chris odpravi ven in na Regan pazi Burke Dennings, ki ga kasneje najdejo mrtvega na dnu javnega stopnišča pred Reganinim oknom. Čeprav vsi mislijo, da se je nesreča zgodila zaradi Burkove zgodovine alkoholizma, začne njegovo smrt raziskovati poročnik William Kinderman, ki izpraša Chris ter duhovnika in psihologa, očeta Damiena Karrasa, ki je začel izgubljati vero v boga po smrti svoje mame.
Zdravniki svetujejo izganjanje hudiča iz Regan in Chris stopi v stik s Karrasom. Ko Karras ugotovi, da Regan govori v obratni smeri in da je na njeni koži vrezan napis »pomagajte mi«, je prepričan, da je Regan obsedena. Ker verjame, da je ogrožena njena duša, se odloči, da bo opravil izganjanje hudiča. Za izganjanje je izbran izkušeni Merrin, Karras pa je izbran za pomočnika.
Oba duhovnika sta priča Reganim vulgarnim in bizarnim izpadom, zato jo zakleneta v spalnico. Hudiča skušata izgnati, vendar se trmasti Pazuzu igra z njima, predvsem s Karrasom. Karras zaradi svoje šibkosti zapusti Merrina, ki tako nadaljuje z izganjanjem sam. Ko se Karras vrne, ugotovi, da je Merrin umrl zaradi srčnega zastoja. Demon nato zapusti Regan in obsede Karrasa, ki se žrtvuje in vrže skozi okno, kjer je smrtno ranjen. Takrat se pojavi Karrasov stari prijatelj, oče Dyer, ki Karrasu opravi še zadnji zakrament, preden ta umre.
Nekaj dni pozneje se Regan, ki je spet v normalnem stanju, pripravlja na odhod v Los Angeles s svojo mamo. Kinderman, ki je vse to zamudil, se tako spoprijatelji z Dyerjem medtem ko raziskuje Karrasovo smrt.

## Igralci
- Ellen Burstyn kot Chris MacNeil
- Max von Sydow kot oče Lankester Merrin
- Jason Miller kot oče/dr. Damien Karras S.J.
- Linda Blair kot Regan MacNeil
- Lee J. Cobb kot poročnik William F. Kinderman
- Kitty Winn kot Sharon Spencer
- Jack MacGowran kt Burke Dennings
- Oče William O'Malley kot oče Joseph Dyer
- Peter Masterson kot dr. Barringer
- Robert Symonds kot dr. Taney
- Barton Heyman kot dr. Samuel Klein
- Arthur Storch kot psihiater
- Mercedes McCambridge kot glas demona